# Pic de Catavardis
Pic de Catavardis (lub Pic de Cataperdís) – szczyt górski w Pirenejach Wschodnich. Administracyjnie położony jest na granicy Andory (parafia Ordino) z Francją (departament Ariège). Wznosi się na wysokość 2805 m n.p.m.
Na południowy zachód od Pic de Catavardis usytuowany jest szczyt Pic de l’Angonella (2815 m n.p.m.), na południe Pic de les Fonts (2749 m n.p.m.), natomiast na wschodzie położony jest Pic d’Arcalis (2776 m n.p.m.). Na południe od szczytu swoje źródła ma strumień Riu l’Angonella.